# José Pivin
José Pivin, né Paul Hippolyte Jean José Pivin le 12 mai 1913 à Charenton-le-Pont et mort le 2 septembre 1977 à Eaubonne, est un écrivain, producteur et créateur sonore radiophonique.
Il est connu comme un des tenants de la « création radiophonique » des années 1960-1970, en France. En 1977 il reçut le prix de l'Académie Charles-Cros pour son « Opéra du Cameroun » consacrant ce type de création sonore en tant qu’œuvre à part entière.

## Biographie

### La jeunesse
Fils d’une famille bourgeoise d’ingénieur qui vivait essentiellement à l’étranger - Brésil, Espagne, Allemagne - il a été élevé au biberon de la république laïque et de la méritocratie. Il suivit ses études comme pensionnaire au lycée Lakanal à Paris où il attrapa la tuberculose. Il fit le parcours du sanatorium de Davos l’hiver à celui de Berck-sur-Mer l’été. Entouré de multiples personnalités malades venues du monde de la musique, de la philosophie, de la littérature, des arts d’une façon générale, il garda le souvenir d’enrichissements et de plaisirs intenses malgré les douleurs et la promesse de l’issue inéluctable. Après avoir subi plusieurs opérations des poumons, son sort semblait sans issue, quand il fit partie des premiers essais cliniques compassionnels. Il fut guéri avec de lourdes séquelles qui le dispensèrent du service militaire. Il se sentit dès lors sans désir autre et ambition sociale que de jouir de la vie. Avec l’aide financière de ses parents, il parcourt la France et l’Europe dans un vagabondage poétique et littéraire. Après quelques années de liberté, ses parents le persuadent de faire des études de droit. Licence en main, il entra à la Compagnie Algérienne à Paris, qui l’affecta à Alger en 1940 (ayant été réformé pour raison de santé) en tant qu’attaché de direction.
Il épouse en 1942 Odile Meyer avec laquelle il participera à la création d’une presse jeunesse, puis l'Émission enfantine à Radio France (antenne Radio Alger) produite et animée par Polène (le surnom de son épouse). Après-guerre, il aura deux enfants de cette union, Frédérique et Jean Loup.
Il quitte la banque en 1943 non sans s’essayer auparavant comme journaliste dans la presse - Vaincre, Algeria, puis Alger Républicain.... En 1943 il entre à Radio France (Antenne Radio Alger) après le Débarquement Allié comme metteur en ondes. C’est à cette époque, à Alger qu’il commença la vie active-créative qu’il souhaitait.

### La création radiophonique à France Culture
A France Culture dans les années 1960 – 1970, il développa sa recherche avec la complicité d’Alain Trutat, Francis Antoine et le directeur Yves Jaigu. Cette démarche est parallèle à celle de Pierre Schaeffer qui avait créé en 1961 le Service de la Recherche de l’ORTF. Mais la recherche de France Culture qui ne dit pas son nom, n’en dépend pas car elle concerne exclusivement le medium de la radiophonie, ouverte sans barrière d’accès à tous les auditeurs. Elle ne prétend pas être un genre musical mais par contre bien une création autonome : on parle de créateur radiophonique mais pas de musicien, même si la démarche est par essence musicale avec un jeu entre les sons du réel enregistrés, des éléments musicaux et la parole de textes dits.
Yan Paranthoën qui fut son monteur devenu ami, de cette période disait de lui :
« Ce qui comptait pour José Pivin, c’était la composition sonore, mêlant texte, musique et son, grâce à laquelle la Radio devenait un moyen d’expression à part entière. Au fond, à la Radio, José se comportait comme un primitif : il n’utilisait pas de code, pas d’enseignement, pas de langages répertoriés. Il a seulement découvert un outil peu connu et mal utilisé et il a pris plaisir à en jouer. »
La recherche de création sonore en radiophonie, est liée à l’avancée technologique des années 1950 - 1960 des enregistrements en stéréophonie ainsi que de la diffusion sur la bande FM qui changea la qualité d’écoute désormais possible sur des chaînes stéréophoniques domestiques de qualité. La démarche de José Pivin reste unique bien qu’il ne soit pas seul à faire évoluer la création radiophonique, comme René Jentet ou René Farabet producteur de « l’Atelier de création radiophonique » à la fin des années 1970.

## L’écrivain et l’homme de radio

### En Algérie de 1944 à 1958
José Pivin est avant tout un écrivain qui travailla très tôt pour la radio. Alors qu’il était à Radio Alger (Radio France) dès 1943, dans le cadre de l’Emission Enfantine de Polène, il écrivait des histoires pour enfants sous forme de feuilletons parsemés de chansons qu’il créait, jouées par l’orchestre qu’il avait appelé les « Trois Muets » composée de Michèle Gésina, Martial Ayela et Henri Rierat. Ses histoires pour enfants étaient jouées tous les jeudis, par la « Troupe des Comédiens (mais aussi chanteurs) en Herbe » que le couple avait créée pour l’occasion. On peut citer parmi les jeunes comédiens Madeleine Debras, Ginette Gheno, Christiane Vymétal, Aline et Paulette Cutaya, Rigaud et Sylvie de Tournemire, Danièle Moha, Bernard Callais, Ghalib Djilali …et Suzanne Michel qui deviendra sa deuxième épouse en 1956 après un divorce en 1955. De ce second mariage, il aura deux enfants Clotilde et Dagobert. José Pivin assuma la réalisation de cette émission jusqu’en 1955. Par la suite ce furent les réalisateurs André Lesage, Jean Schetting puis André Limoges de 1959 à 1961, qui accompagnèrent Polène dans l’Emission Enfantine toujours avec les écrits de José Pivin pour le feuilleton.
En 1950, à Alger, il crée et dirige la revue littéraire « Soleil » (8 numéros) avec Jean Sénac. Le « comité directeur » est composé d’eux-mêmes avec M.R. Bataille, Philippe Louit et Louis Foucher. La revue publiera nombre d’auteurs algériens, comme Mouloud Feraoun, Mohamed Dib, Kateb Yacine mais aussi Ahmed Sefrioui ou ainsi que des textes d’Albert Camus, Emmanuel Robles, Léopold Sédar Senghor et bien d’autres, dont ceux des fondateurs eux-mêmes. Cette revue réunit autour d’elle les forces créatrices de l’Algérie de cette époque, y compris les plasticiens comme Sauveur Galliéro, Baya, Bachir Yellès, Antoine Martinez ou Abdelkader Guermaz.
Tous sont engagés dans la reconnaissance du monde arabe et pour certains dans la lutte pour l'indépendance de l'Algérie. Pas celle qui sera obtenue par une sale guerre aux centaines de milliers de morts. Mais celle que les intellectuels et les artistes d’Algérie – ainsi qu’une partie de la population algérienne et française - rêvaient : une indépendance pacifique qui aurait su intégrer les différentes cultures et populations. Nous sommes à l’époque de l’après 2e Guerre Mondiale et au tout début des années 1950. Un état d’esprit qui ne durera pas.
Tout en continuant d’assurer son rôle de responsable « des émissions artistiques parlées » à Radio Alger, il conçoit, produit et réalise en 1955 un film sous forme d’essai - documentaire de création - « le Tassili des Ajjer » qui sera présenté en Algérie puis dans le cadre de l’association des grandes conférences françaises « Connaissance du Monde » à Paris en 1960. Son désir de cinéma n’ira pas plus loin. La double écriture littéraire et radiophonique, l’occupant pleinement.

### En France de 1958 à 1977
En 1958, il quitte l’Algérie, convaincu de l’indépendance qui sera désormais conquise dans la violence. Il rentre à Paris à la RTF (Radio Télévision Française), comme réalisateur radio indépendant. L’année suivante il produira et réalisera l’émission « Tous les plaisirs du jour sont dans la matinée » où il recevra, tous les samedis, de 1959 à 1965, les personnalités marquantes de la littérature pendant deux heures, avec des lectures de textes : Fernando Arrabal, Michel Butor, François Billetdoux, Jean Cocteau, Eugène Ionesco, Edmond Jabes, J.M.G. Le Clézio, Lanza del Vasto, Francoise Mallet-Joris, René de Obaldia, Francis Ponge, Christiane Rochefort, Jean Rouch, Samivel, Nathalie Sarraute, Haroun Tazieff, Elsa Triolet, Paul-Emile Victor …109 auteurs au total.
Dès le milieu des années 1960, il multiplie les recherches impliquant les ingénieurs du son et les techniciens de France Culture, particulièrement Daniel Toursière dans un travail exigeant, avec une autonomie artistique affirmée. Avec eux, il exploite au maximum toutes les avancées techniques tant au niveau de l’enregistrement, du montage et du mixage qu’au niveau de la restitution chez les auditeurs. Ce qui donnera des émissions dont le son du réel est majoritaire à la parole.
Il écrit les textes de ses propres créations qu’il met en onde dès 1963 sur France Culture, avec « Le merveilleux voyage de Suzanne Michel », puis « Le château aux mille couloirs » 1966, Fermez vos cahiers, 1966, « Le chemin du chardon bleu », 1967, « Jean Loup la pipe » 1971, « A la poursuite des maillots noirs » (ce dernier est diffusé en 1973 en cinquante épisodes). Pour les textes, il s’agit de fait de réécriture de ceux de l'Émission enfantine en Algérie des années 1950. Par la suite il écrira les œuvres originales : « Un été catalan » 1971, « La chartreuse du XIVe siècle » en 1975 sélectionné pour le prix Italia, « Le Transcamerounain », 1975, « Padirac » 1976, « Blanche Neige », 1976 et « l’Opéra du Cameroun » sous forme de disque en 1977, prix de l’Académie Charles-Cros. En 1975 il réalise en plusieurs épisodes le Chevalier à la charrette de Chrétien de Troyes réécrit par l’historien Claude Duneton.

## L’œuvre expérimentale
Son appétit de formes expérimentales s’exprime avec des petites pièces sonores diffusées sous le nom d’«Aquarium», en 1976. Une série inventive et joyeuse joue le rôle de ponctuations dans la programmation de France Culture, dans des formats libres. La pièce sonore « monumentale » et totalement atypique d’une heure de « L’Arbre Acajou », sera diffusée pour célébrer la fin de l’année 1975, ponctuant le douzième coup de minuit par la chute fracassante de l’arbre, enregistrée au Cameroun. Les « Vitrail d’Avignon », pendant plusieurs années à partir de 1969, le temps du Festival d’Avignon, sont une émission - collage - montage impressionniste des différentes pièces et interviews du monde du théâtre. Le tout produit et monté sur place.
Juste avant sa mort, il avait bâti le projet d’un parcours sonore à la Chartreuse de Villeneuve-lès-Avignon, qui devait se tenir en 1978. Ce devrait être son premier affranchissement de la radio pour envisager une forme de création sonore autonome dont la diffusion serait attachée à un lieu.

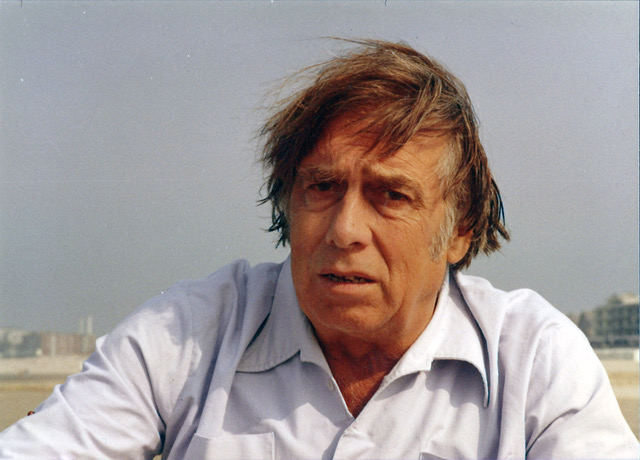
José Pivin à Berck-sur-Mer

José Pivin était un écrivain curieux de toutes les expressions poétiques, dont peu ont été publiées en livre. Elles ont par contre majoritairement été mises en ondes. Le métier de créateur sonore, de plus radiophonique, a pris le dessus dans une synthèse avec l’écriture, qui fait toute l’originalité de son œuvre.

### Œuvres radiophoniques
L’ensemble des émissions radiophoniques et œuvres sonores de José Pivin sont à l’INA, France.
En voici quelques-unes marquantes :
- Le merveilleux voyage de Suzanne Michel[5], conte radiophonique en 8 épisodes, 1963
- Le château aux mille couloirs[6], conte radiophonique, 1966
- Fermez vos cahiers[7], 1966
- Le chemin du chardon bleu[8], 1967
- Quatre histoires de pendus[9], évocation radiophonique de Robert de Nesson, 1969
- Jean Loup la pipe[10], feuilleton radiophonique, 1971
- Un été catalan[11], poème radiophonique, 1971
- Le phar...[12], Poème dramatique radiophonique en 2 parties, 1972
- Le Chat Botté[13], conte populaire, 1972
- A la poursuite des maillots noirs, (ce dernier est diffusé en 1973 en cinquante épisodes).
- Sept d'un coup, conte populaire[14], 1974
- Caillou blanc[15], conte de fées, 1975
- La chartreuse du XIVe siècle[16], parcours dramatique, 1975
- Le chevalier à la Charrette[17], feuilleton radiophonique en 22 épisodes de Claude Duneton ; d'après l'oeuvre de Chrestien de Troyes, 1975
- Padirac, 1976
- Blanche Neige, 1976
- Le Transcamerounain[18], première diffusion le 25 Avril 1977
- L’Opéra du Cameroun[19], prix de l’Académie Charles-Cros, 1977

### Œuvres écrites
Pour les textes, il s’agit de fait de réécriture de ceux de l'Émission enfantine en Algérie des années 1950. Par la suite il écrira des œuvres originales.
Les écrits sont déposés à la SACEM, Paris, et à la BNF, Bibliothèque François-Mitterrand, France.